# Oxymoron
Oxymoron je osnovan u jesen 1989. g., a ime su si dali 1990. Sastav su osnovali frontman/gitarist Sucker sa svojim rođakom Bjoernom koji je sada bubnjar i njihovim prijateljem Martinom koji također svira gitaru. Nakon mnogo napora u sastav je došao i basist Filzlaus. 
Najveći utjecaj na sastav je bio punk 1980-ih i Oi! stvari. Željeli su specifični zvuk koji su dugo tražili tako da je prošlo dosta vremena dok su došli na pozornice. 
Dolaze iz Erlangena - Nuernberga u Njemačkoj gdje su i imali prvu pravu gažu na jednom punk festivalu s lokalnim sastavima. Poslije tog giga počeli su masovno dobivati ponude za gaže po čitavoj Njemačkoj. 
Vježbali su u staroj, pljesnivoj pivnici koju su zvali Oxyfactory i 1993. su snimili svoj prvi album koji se zvao (i još se zove) "Beware, poisonous!". 
"Fuck the Nineties - Here's our Noize" je sniman u tri dijela jer im je basist otišao iz sastava nakon jedne turneje tako da su morali hitno popuniti njegovo mjesto. Arne se pridružio skupini i oni su krenuli na novu turneju po inozemstvu i po Njemačkoj. Fanova je bilo sve više i više, a "Fuck the Nineties - Here's our Noize" je dobio sve povale i uvale. 
Oxymoron se pojavljuje na punk i skins festivalima i koncertima te pokušavaju pratiti unite scenu. Nastupali su na mnogo Oi! koncerata s poznatim grupama tipa Cock Sparrer, Test Tube Babies, Angelic Upstarts itd. 1996. su otišli u najdražu Ameriku gdje su nastupali po istočnoj obali s Casualtiesima i Braindanceom što je odlično i prošlo. Kad je izašao "The Pack is back", Oxymoron se vratio dobrim, starim europskim državama. 
1997. su bili čak i u Japanu, a 1998. su morali otkazati neke turneje, Sucker je čak završio i u bolnici zbog psihičkih problema. Kako nemaju sreće s basistima, Arnie je napustio sastav tjedan prije nego što su trebali snimiti "Westworld" tako da je tu uskočio Chrissy koji je privremeno svirao bas, a ponekad i gitaru. 
Opet su počeli s koncertima po Europi i Americi. Poslije turneje Chrissy je izašao iz sastava zbog nekih svojih poslova, a u sastav je ušao Morpheus. "Best before 2000" su izdali 2000. godine, a u ljeto 2001. "Feed the breed". Bilo je još nekih izmjena u sastavu ali nisu tolko važne.